# 梁川奈々美
梁川 奈々美（やながわ ななみ、2002年〈平成14年〉1月6日 - ）は、日本の元歌手、元アイドルであり、ハロー!プロジェクトに所属していたカントリー・ガールズの元メンバー、およびJuice=Juiceの元メンバーである。ニックネームはやなみん、なーちゃん。神奈川県出身。
2019年（平成31年）3月11日のZepp Tokyo公演をもってカントリー・ガールズとJuice=Juiceの両グループ、およびハロー!プロジェクトを卒業、ならびに芸能界を引退した。

## 来歴

### 出自
2002年（平成14年）1月6日、神奈川県にて生を受ける。「奈々美」の名は、本来は"なな"だけの予定であったが、母と祖母の名の末尾にも"み"がついていたことから、それにあやかり"ななみ"とした。また、意味よりも響きを重視してつけられた。
小学生の時に、バラエティ番組に出演する道重さゆみを見て、その姿が「とにかくかわいすぎて衝撃を受ける」。アイドルに対する憧れはもとからあったが、この出来事をきっかけにハロー!プロジェクトに加入したいという思いが芽生えた。

### ハロー!プロジェクトへの加入
2014年（平成26年）に開催された「モーニング娘。'14 ＜黄金(ゴールデン)＞オーディション」に応募し、落選する。
2015年（平成27年）4月1日、ハロプロ研修生に加入する。同年5月に行われた「ハロプロ研修生 発表会 2015 〜春の公開実力診断テスト」では、Juice=Juiceの楽曲「ロマンスの途中」をソロで歌った。このとき審査員を務めていた元モーニング娘。の高橋愛は、梁川の初パフォーマンスの完成度を賞賛している。

### カントリー・ガールズへの加入
2015年11月5日に行われた「カントリー・ガールズ 嗣永桃子復活祭」の中で、カントリー・ガールズの新メンバーとなることが発表された。この時、梁川は「ももち先輩のように誰にでも知られているようなアイドルになりたい」、「ももち先輩のようにトーク力やMCに磨きをかけたいです」と発言している。このとき同時加入した船木結と共に、のちに「やなふな」と称されるようになった。
2016年（平成28年）には、毎月25日に配信しているハロー!プロジェクトモバイル ハロー!ラジオオリジナル番組「宣伝会議」でパーソナリティのハロ!モバ宣伝部員を担当した。
2017年（平成29年）6月、グループのプレイングマネージャーを勤めていた嗣永桃子が芸能界を引退する。この引退に対し、梁川はのちに「嗣永さんはアイドルとしての姿勢を背中で語る人で、いろいろ吸収できた。『他のグループに入ったからには、そのグループの1番になって』とエールも送っていただいた。ぜひ達成できたら」と述べている。
ハロー!プロジェクト新体制に伴って活動量が低下していたカントリー・ガールズであったが、2018年（平成30年）7月にグループの将来の展望などについてインタヴューに応えている。このインタヴューの場で、梁川はカントリー・ガールズについて「あえてアイドル界の王道を突っ走っていくグループ。でも、王道が逆に個性となっているんじゃないかなって思います。すごくかわいかったり、衣装もフリルがいっぱい、ミュージックビデオや楽曲も“かわいい！”をギュギュッと詰め込んだグループ」と分析し、自分にとっては「お家みたいな存在！　すごくあたたかいというか、そういう場所だなって。すごく好きです。ホッとします(照)。もちろんJuice＝Juiceもすごく好きだし安心できる場ではあるんですけど、カントリー・ガールズは自分が初めて加入したグループ。初めてのシングルリリースやツアーとか、いろんなことをカントリー・ガールズで経験させていただきました。本当に感謝でいっぱい」と表現している。また、グループとしての目標についても言及している。

### Juice=Juiceとの兼任
2017年（平成29年）6月26日、Juice=Juiceに移籍し、カントリー・ガールズと兼任することが発表された。梁川は、ついていけるか不安な部分もあるが、カントリーガールズで学んだことを活かして頑張っていきたい旨のコメントをしており、のちのインタヴューでも複雑な心境を吐露している。
Juice=Juice加入後から泣くことが増えたといわれたが、のちのインタヴューで梁川本人は「Juice＝Juiceやカントリー・ガールズだからとか関係なく、純粋にこの1年で泣き虫になりました(笑)。理由はよくわからない」と説明している。
段原瑠々とともにインフルエンザに罹患し、2018年（平成30年）2月2日と2月4日の公演が中止になる。
2018年6月9日には初の写真集『Yanaming』を発表した。本作品は、書泉店舗における2018年6月の「女性タレント写真集売上ランキング」にて3位を獲得している。

### ハロー!プロジェクトの卒業・芸能界引退
2019年（平成31年）3月11日のZepp Tokyo公演をもってカントリー・ガールズとJuice=Juiceの両グループ、およびハロー!プロジェクトを卒業、芸能界を引退することを2018年11月2日に発表した。梁川は卒業理由について、次のようにコメントしている。
梁川の卒業・芸能界引退に対し、カントリー・ガールズやJuice=Juiceのメンバーは「寂しい」、「もったいない」、「かっこいい」などの感想を抱いたという。
なお、21世紀以降（2001年〈平成13年〉以降）に生まれた一連のハロー!プロジェクトの正規メンバーとしては最初の芸能界引退メンバーとなった。
2022年（令和4年）6月20日、モーニング娘。'22の武道館公演で卒業した森戸知沙希に元カントリー・ガールズのメンバーである山木梨沙、小関舞、船木結と連名で花束を贈呈。当日は会場にも足を踏み入れ、3年3か月ぶりに公の場に姿を見せた 。

## アイドル観
自分がハロプロで一番だといえるものは特にないが、嗣永桃子から学んだ「何事もやりきる精神」には自信があると述べている。

梁川は自身にとってのアイドルを次のように表現している。
敬愛する先輩としてJuice=Juiceの宮本佳林、嗣永桃子、道重さゆみの名前を挙げている。宮本のメンバーフルーツぶどうと同じ色のパープルをカントリー・ガールズでのメンバーカラーに採用している。

## 評価
ライターの大塚ナギサは、カントリー・ガールズ時代の梁川は「かわいらしさ」や「ファニーなキャラクターが大きな特徴だった」が、Juice=Juiceへの加入を経て「セクシーでクールな一面を魅せるようになっていき」、「スキルを持ち合わせた完璧なアイドルへとどんどん進化してい」ったと評している。
ぱいぱいでか美 withメガエレファンツのアルバム『大恋愛体質』（2019年4月3日、パーフェクトミュージック）の第1曲目『逆に聞くけど』は、ネット配信番組「Girls Night Out」第2回配信（2016年2月6日）の江ノ島ロケ後編での梁川の発言からきており、梁川奈々美に捧げた曲となっているが、この発言について大塚は漂うのは"只者ではない感"とし、自ら卒業を決断することで、すべてのハロメンに対して「逆に聞くけど、アナタは？」と問いかけているかのようで自分を進化させるとともに、ハロー！プロジェクトを進化させるという最後の大仕事に取り掛かろうとしていると評する。

## 人物
- 楽屋ではおしゃべりをし出すと話が止まらないといわれている。
- チャームポイントは「八の字まゆげ」[32]。
- 祖母に半ば育てられた影響と本人は語るが、しゃべりは丁寧な口調でさらに難しい言語を多用する姿が印象的。但し、嗣永桃子は馬鹿にされているのかという印象をもったことがある[33]。
- 特技にアルトサックスの演奏をあげている[34]ほか、同グループの楽曲涙のリクエストではテナーサックス演奏も担当。
- 大好きなもののひとつにポケットモンスターを挙げている[35]。LoVendoЯ（ラベンダー）のギタリスト宮澤茉凜とはポケモン仲間[36]。
- 家族からは「おとぎ」と呼ばれている[37][34]。
- 宮城県の曾祖母の家には玄関に家紋が施され、家系図や甲冑がある[38]。
- 好きな食べ物はさくらんぼとチーズで、嫌いなのはねぎ[39][34]。餡の好みは「こしあん派」[40]。本を1か月に10数冊読む読書家であり、苦手なのは、ら行の発音と述べている[34]。
- 座右の命は「志は葉に包む」[34]。
- 運動が苦手、また自転車にも乗れなかった。このため、苦手克服企画を催されて克服[41]。
- 独特の世界観を持っており、グループのムードメーカーである[42]。

## 作品

### 映像作品
- Greeting 〜梁川奈々美・船木結〜（2017年5月11日、UP-FRONT WORKS）[43][44]
- わたしのあしおと（2019年2月27日、hachama、HKXN-50074）[45][46]

## 出演

### テレビ
- テストの花道 ニューベンゼミ（2017年4月 - 2018年3月、NHK Eテレ）[47]

### 舞台
- 演劇女子部「気絶するほど愛してる!」（2016年3月25日 - 4月3日、池袋シアターグリーン BIG TREE THEATER）[48][49] - ナツミ 役
- 演劇女子部『タイムリピート〜永遠に君を想う〜』（2018年9月28日 - 10月8日、全労済ホール／スペース・ゼロ）[50] - マドカ 役

## 書籍

### 写真集
- 梁川奈々美・船木結(カントリー・ガールズ)ミニ写真集『Greeting-Photobook-』（2017年6月3日、オデッセー出版）[51]
- Yanaming（2018年6月9日、オデッセー出版、撮影：西村康）[52]
- unbalance（2019年2月22日、オデッセー出版、撮影：根本好伸）[53]

## 所属グループ・ユニット
- カントリー・ガールズ（2015年 - 2019年）
- Juice=Juice（2017年 - 2019年）
- シャッフルユニット
  - ハロプロ・オールスターズ（2018年 - 2019年）